# André Langrand-Dumonceau
Le comte romain André Langrand-Dumonceau (5 décembre 1826 - 25 avril 1900), né André Langrand, est un financier belge.

## Histoire

### Les débuts
En 1850, André Langrand - qui associe son nom à celui de sa femme après son mariage à Bruxelles le 21 octobre 1847 - lance à 24 ans une petite compagnie d'assurances agricoles. Il participe ensuite à la fondation de nombreuses autres compagnies dont La Royale belge en Belgique, et le Crédit foncier international à Londres, ou en Autriche et aux Pays-Bas.

### Catholisation des capitaux
Aventurier de la finance, il essaye avec succès de s'attirer les faveurs de l'Église en proclamant ouvertement sa volonté de "catholiciser" les capitaux, c'est-à-dire de constituer une puissance financière catholique capable de s'opposer à la haute banque juive et protestante. Il fait entrer dans les conseils d'administration de ses sociétés des hommes politiques catholiques en vue comme Pierre de Decker, Alphonse Nothomb ou Adolphe Dechamps.
À partir des années 1860, il commence de vastes opérations de crédit foncier et hypothécaire en Europe centrale puis s'engage dans des entreprises de travaux publics. Il est titré en 1865 comte romain, signe de l'appui du Pape Pie IX.

### Scandale financier
Par la suite Langrand est amené à dissimuler des difficultés financières en procédant à diverses manipulations financières frauduleuses. Il met en place un fragile système pyramidal de sociétés : les plantureux dividendes des unes sont payés par les collectes de capitaux pour la création des autres. En octobre 1868, une campagne de presse violente menée par un petit journal financier, La Cote libre de la Bourse de Bruxelles, dénonce les méthodes frauduleuses. Le scandale éclate, le crédit de Langrand s'effondre et cela provoque un gros scandale politico-financier. Les faillites successives de ses sociétés ruinent de nombreux petits épargnants, catholiques pour la plupart.
Les libéraux, ravis de l'aubaine, s'emparent durant l'instruction en 1870 de l'histoire qui devient l'affaire Langrand-Dumonceau et tentent de discréditer, aux yeux de l'opinion, le parti catholique tout entier. Le 25 août 1870, le Tribunal de commerce de Bruxelles proclame la faillite personnelle d'André Langrand-Dumonceau et de ses principaux administrateurs. Le comte Hadelin de Liedekerke-Beaufort doit subir les épreuves de l'action judiciaire intentée à sa charge et à celle de ses collègues pour simulation de bénéfices, dissimulation du passif, exagération des valeurs actives. 
André Langrand-Dumonceau, en fuite, a été condamné par contumace, mais ses administrateurs, défendus par les ténors du Barreau de Bruxelles, se sont pourvus en cassation, où l'arrêt du 24 juin 1878, a considéré la cour d'assises incompétente en la matière. Le comte Hadelin de Liedekerke Beaufort et ses collègues ont été néanmoins astreints à solder sur leur fortune personnelle l'immense déficit des entreprises au prorata de leurs engagements financiers respectifs. L'affaire Langrand-Dumonceau, dont le volumineux procès est conservé aux Archives générales du Royaume de Belgique et mis à la disposition de la recherche, a provoqué dans l'opinion belge un énorme scandale exploité par le parti libéral qui ironise sur la « christianisation des coffres-torts », mais sans parvenir à en retirer de profit électoral